# Bönningstedt
Bönningstedt är en kommun och ort i Kreis Pinneberg i förbundslandet Schleswig-Holstein i Tyskland.